# Prix Ig-Nobel
Les prix Ig-Nobel (qui peut être prononcé Ignobel, car nommé ainsi par le jeu de mots entre « prix Nobel » et l'adjectif « ignoble » en anglais) sont des récompenses parodiques du prix Nobel, décernés chaque année à dix recherches scientifiques qui paraissent loufoques ou anodines au premier regard, mais qui amènent ensuite à réfléchir.
L'objectif déclaré de ces prix est de « récompenser les réalisations qui font d'abord rire les gens, puis qui les font réfléchir ». Les prix sont également utilisés pour souligner que même les recherches paraissant insolites ou absurdes peuvent apporter des connaissances utiles. Certains lauréats acceptent de recevoir leur prix lors d'un gala, d'autres non.
Les recherches sont présentées principalement par des lauréats du prix Nobel lors d'une cérémonie au Sanders Theater de l'université Harvard, et, après l'attribution des prix, une série de conférences publiques est donnée par les récipiendaires au Massachusetts Institute of Technology.

## Créateur
Les prix Ig-Nobel ont été créés en 1991 par Marc Abrahams, éditeur et cofondateur du magazine scientifique humoristique Annals of Improbable Research.

## Caractéristiques

### Objectifs

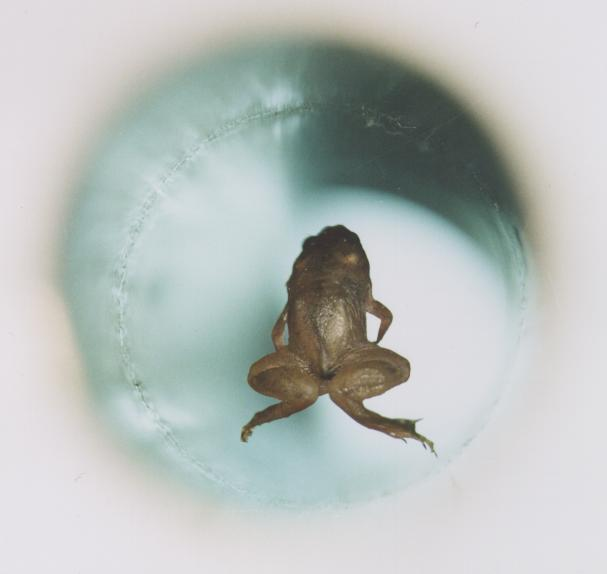
Électroaimant de Bitter : cette grenouille en lévitation grâce à un dispositif magnétique a fait l'objet du prix Ig-Nobel de physique 2000.

La présentation officielle des prix Ig-Nobel dit que ces récompenses sont avant tout destinées à éveiller la curiosité du public pour la science en général, bien qu’ils puissent parfois prendre une valeur dénonciatrice (voir la section Critères) :

« Les prix Ig-Nobel couronnent des prouesses qui font rire les gens au premier abord et qui les font ensuite réfléchir. Ces prix ont pour but de rendre hommage à l'originalité et d'honorer l'imagination — ainsi que d'attiser l'intérêt des gens pour la science, la médecine et la technologie. »

On peut ajouter à cela que la futilité de certains travaux primés par les Ig-Nobel n'est qu'apparente : ainsi, l'étude de 2006 relative aux spaghettis (évoquée plus loin dans cet article) permet de répondre à une question posée par Pierre-Gilles de Gennes et semble trouver des applications en architecture.
L'expression « Ig-Nobel » reprend le nom d'une revue irrévérencieuse des années 1960, The Journal of Unreproducible Results, que la revue Planète avait fait connaître alors en France.
Dix prix sont attribués chaque année à des recherches particulièrement saugrenues — parfois admirables, parfois risibles. Les prix sont décernés au Sanders Theater (en) de l'université Harvard par la revue d'humour en science Annals of Improbable Research, en présence de lauréats du prix Nobel. Les lauréats du prix Ig-Nobel sont ensuite conviés à donner des conférences publiques au MIT.
Les premiers prix Ig-Nobel ont été remis en 1991.
En 2010, un ancien lauréat du prix Ig-Nobel, Andre Geim, « prix Ig-Nobel pour la lévitation d'une grenouille », a reçu le prix Nobel de physique (pour son travail sur les graphènes).

### Critères
Les prix Ig-Nobel sont décernés une fois par an, mais les domaines sont variables. Les domaines possibles sont toutes les branches de la science ou tous les domaines proches de ceux pour lesquels il existe un prix Nobel. Cela inclut la psychologie, les mathématiques ou l'informatique. Les prix sont décernés dans des domaines choisis par les jurés, suivant ce que l'actualité a fourni.
On peut distinguer plusieurs types de travaux susceptibles de recevoir un prix Ig-Nobel. Tout d'abord, les recherches concluantes mais qui répondent à une question qui semble n'avoir que peu d'intérêt, voire qui sont risibles par rapport à l'effort fourni. C'est la situation la plus courante pour les authentiques chercheurs recevant un prix Ig-Nobel. Dans ces cas-là, les lauréats viennent parfois recevoir leur prix, comme Basile Audoly et Sébastien Neukirch en 2006. Le prix peut également récompenser l'humour volontaire.
Dans d'autres cas, le prix est plutôt une critique vis-à-vis du lauréat. Dans ce registre humoristique, un prix Ig-Nobel peut être décerné de manière ironique pour un événement remarquable, par exemple :
- le prix Ig-Nobel de la paix 1996, remis au président français Jacques Chirac pour sa reprise des essais nucléaires français, qui plus est l'année même de la cinquantième commémoration des bombardements d'Hiroshima et Nagasaki[7] ;
- prix Ig-Nobel d'économie aux dirigeants d'Enron, pour leurs mensonges sur leur comptabilité.

Enfin, le prix peut être décerné à des recherches sans résultat probant, alors qu'elles annonçaient initialement des résultats spectaculaires (comme le prix décerné pour la « découverte » de la mémoire de l'eau).

### Réception
Les personnes pressenties pour recevoir le prix Ig-Nobel sont contactées, et en principe il n'est décerné qu'avec leur accord. Il arrive que ces personnes, d'abord réticentes, l'acceptent finalement, parfois plusieurs années plus tard. De fait, ce prix a progressivement gagné en popularité, avec notamment 9 000 nominations recensées en 2023. Plusieurs chercheurs estiment que cette récompense a propulsé leur carrière en leur permettant d'atteindre un public plus large.